# Plusiotricha
Plusiotricha es un género de lepidópteros perteneciente a la familia Noctuidae.

## Especies
- Plusiotricha carcassoni Dufay, 1972
- Plusiotricha fletcheri Dufay, 1972
- Plusiotricha gorilla Holland, 1894
- Plusiotricha livida Holland, 1894
- Plusiotricha pratti Kenrick, 1917